# Джон Скалзи
Джон Майкъл Скалзи II (на английски: John Michael Scalzi II) е автор и онлайн писател, известен най-вече с номинирания за наградата Хюго научнофантастичен роман Войната на старците, публикувана от Tor Books през януари 2005 г., както и със своя интернет журнал Whatever, в който от 1998 г. пише ежедневно по различни теми. Той е и автор на няколко не-фантастични книги.
През 2010 г. е избран за президент на организацията Американски писатели на научна-фантастика и фентъзи (на английски: Science Fiction and Fantasy Writers of America or SFWA). Той е бил единствения номиниран за гласуването.
Книгата му Redshirts: A Novel with Three Codas от 2012 г. печели Награда Хюго за най-добър роман за 2013 г.

### Самостоятелни романи
- Agent to the Stars (2005)
- The Android's Dream (2006)
- The God Engines (2009)
- Fuzzy Nation (2011)
- Redshirts (2012)
Червеноризци, изд.: „Изток-запад“, София (2014), прев. Елена Павлова
- Lock in (2014)

### Серия „Войната на старците“ (Old Man's War)
1. Old Man's War (2005)
Войната на старците, изд.: ИК „Бард“, София (2007), прев. Иван Тотоманов
2. The Ghost Brigades (2006)
Призрачните бригади, изд.: ИК „Бард“, София (2008), прев. Юлиян Стойнов
3. The Last Colony (2007)
4. Zoe's Tale (2008)
5. The Human Division (2013)
6. The End of All Things (2015)

### „Взаимозависимостта“
1. The Collapsing Empire (2017)
Колапс, изд.: ИК „Бард“, София (2019), прев. Владимир Зарков
2. The Consuming Fire (2018)
Апокалипсис, изд.: ИК „Бард“, София (2019)
3. The Last Emperox (2020)
Емперо, изд.: ИК „Бард“, София (2020), прев. Иван Иванов

### Кратка фантастика
- „Alien Animal Encounters“ Strange Horizons (онлайн), 15 октомври 2001
- „New Directives for Employee – Manxtse Relations“
- „Questions for a Soldier“
- The Sagan Diary
- „Alternate History Search Results“
- „How I Proposed to My Wife: An Alien Sex Story“
- „Pluto Tells All“

### Документалистика
- Rough Guide to Money Online (2000)
- The Rough Guide to the Universe (2003)
- Uncle John's Presents Book of the Dumb (2003)
- Uncle John's Presents Book of the Dumb 2 (2004)
- The Rough Guide to Sci-Fi Movies (2005)
- You're Not Fooling Anyone When You Take Your Laptop to a Coffee Shop (2007)
- Your Hate Mail Will Be Graded (2008)
- Book of the Dumb (2011)
- 24 Frames into the Future (2012)
- The Mallet of Loving Correction (2013)